# Journal of Youth Studies
Das Journal of Youth Studies ist eine seit 1998 erscheinende führende interdisziplinäre sozialwissenschaftliche Zeitschrift für Jugendforschung.
Sie wird 10-mal im Jahr von Routledge (Taylor & Francis) in London verlegt. Die Artikel unterliegen einem Peer Review (Double Blind). Chefredakteur ist Andy Furlong von der University of Glasgow. Die Arbeit der Redaktion wird durch ein international besetztes Advisory Board unterstützt. Es hat einen Impact Factor von 0.771.